# Franz Lemnitz
Albert Franz Lemnitz (* 11. Juli 1890 in Tollwitz; † 2. November 1963 in Leipzig) war ein deutscher Radrennfahrer.

## Sportliche Laufbahn
Franz Lemnitz nahm an den Olympischen Spielen 1912 in Stockholm teil. Im Einzelzeitfahren belegte er den 26. Platz und wurde mit dem deutschen Team in der Mannschaftswertung Sechster. Im gleichen Jahr gewann Lemnitz eines von zwei Rennen von Rund um Leipzig.